# Dryopteris picoensis
Dryopteris picoensis är en träjonväxtart som beskrevs av Fraser-jenk. och Gibby. Dryopteris picoensis ingår i släktet Dryopteris och familjen Dryopteridaceae. Inga underarter finns listade.